# Copa Ibarguren 1915
La Copa Ibarguren 1915 fue la tercera edición del torneo. Enfrentó a los 2 campeones de 1915 de las ligas más fuertes que tenía el país: la Asociación Argentina de Football, con sede en Buenos Aires y oficial ante FIFA, representada por el ganador del campeonato de Primera División 1915, el Racing Club; y la Liga Rosarina de Football, por el campeón de la Copa Nicasio Vila 1915, el Club Atlético Rosario Central.
El primer partido se jugó en marzo de 1916 en el estadio de Crucecita, del Club Atlético Independiente, y terminó igualado 0 a 0, por lo que se jugó un segundo partido de desempate, que se disputó en el estadio GEBA, el 30 de abril de 1916. Rosario Central se impuso por 3 a 1 en tiempo suplementario luego de igualar en un tanto en los 90 minutos. Así, se adjudicó la Copa y se proclamó campeón argentino de 1915.

## Equipos clasificados

### Asociación Argentina de Football
| Pos  | Equipo                 | Pts | PJ | G  | E | P  | GF | GC | Dif |
| ---- | ---------------------- | --- | -- | -- | - | -- | -- | -- | --- |
| 1.º  | Racing Club            | 46  | 24 | 22 | 2 | 0  | 95 | 5  | 90  |
| 2.º  | San Isidro             | 46  | 24 | 22 | 2 | 0  | 72 | 12 | 60  |
| 3.º  | River Plate            | 38  | 24 | 16 | 6 | 2  | 58 | 17 | 41  |
| 4.º  | Porteño                | 36  | 24 | 17 | 2 | 5  | 57 | 26 | 31  |
| 5.º  | Platense               | 32  | 24 | 14 | 4 | 6  | 43 | 26 | 17  |
| 6.º  | Estudiantes (LP)       | 32  | 24 | 13 | 6 | 5  | 45 | 29 | 16  |
| 7.º  | Huracán                | 28  | 24 | 11 | 6 | 7  | 40 | 26 | 16  |
| 8.º  | Independiente          | 27  | 24 | 11 | 5 | 8  | 40 | 22 | 18  |
| 9.º  | Estudiantes (BA)       | 27  | 24 | 12 | 3 | 9  | 38 | 33 | 5   |
| 10.º | Ferro Carril Oeste     | 24  | 24 | 8  | 8 | 8  | 38 | 32 | 6   |
| 11.º | Argentino de Quilmes   | 24  | 24 | 11 | 2 | 11 | 32 | 43 | -11 |
| 12.º | GEBA                   | 23  | 24 | 9  | 5 | 10 | 39 | 43 | -4  |
| 13.º | San Lorenzo            | 23  | 24 | 10 | 3 | 11 | 38 | 46 | -8  |
| 14.º | Boca Juniors           | 22  | 24 | 8  | 6 | 10 | 32 | 38 | -6  |
| 15.º | Banfield               | 21  | 24 | 9  | 3 | 12 | 33 | 44 | -11 |
| 16.º | Quilmes                | 21  | 24 | 7  | 7 | 10 | 19 | 26 | -7  |
| 17.º | Hispano Argentino      | 20  | 24 | 8  | 4 | 12 | 39 | 50 | -11 |
| 18.º | Tigre                  | 20  | 24 | 8  | 4 | 12 | 21 | 40 | -19 |
| 19.º | Estudiantil Porteño    | 19  | 24 | 9  | 1 | 14 | 38 | 57 | -19 |
| 20.º | Belgrano Athletic      | 18  | 24 | 8  | 2 | 14 | 32 | 47 | -15 |
| 21.º | Atlanta                | 15  | 24 | 7  | 1 | 16 | 18 | 53 | -35 |
| 22.º | Kimberley              | 14  | 24 | 5  | 4 | 15 | 23 | 45 | -22 |
| 23.º | Defensores de Belgrano | 12  | 24 | 4  | 4 | 16 | 26 | 57 | -31 |
| 24.º | Comercio               | 7   | 24 | 2  | 3 | 19 | 23 | 77 | -54 |
| 25.º | Floresta               | 5   | 24 | 1  | 3 | 20 | 15 | 60 | -45 |

|  |                                  |
|  | Clasificado al partido desempate |
|  | Descendido                       |

#### Desempate
| Desempate del primer puesto | Desempate del primer puesto | Desempate del primer puesto | Desempate del primer puesto | Desempate del primer puesto | Desempate del primer puesto |
| Equipo 1                    | Resultado                   | Equipo 2                    | Estadio                     | Fecha                       |                             |
| --------------------------- | --------------------------- | --------------------------- | --------------------------- | --------------------------- | --------------------------- |
| Racing Club                 | 1 - 0                       | San Isidro                  | Independiente               | 6 de enero de 1916          |                             |

### Liga Rosarina de Football
| Pos | Equipo             | Pts | PJ | G  | E | P  | GF  | GC | Dif |
| --- | ------------------ | --- | -- | -- | - | -- | --- | -- | --- |
| 1º  | Rosario Central    | 38  | 20 | 18 | 2 | 0  | 104 | 4  | 100 |
| 2º  | Gimnasia y Esgrima | 28  | 20 | 12 | 4 | 4  | 38  | 28 | 10  |
| 3º  | Belgrano           | 26  | 20 | 11 | 4 | 5  | 37  | 31 | 6   |
| 4º  | Rosario Atlético   | 24  | 20 | 10 | 4 | 6  | 39  | 28 | 11  |
| 5º  | Central Córdoba    | 24  | 20 | 11 | 2 | 7  | 34  | 25 | 9   |
| 6º  | Tiro Federal       | 24  | 20 | 11 | 2 | 7  | 35  | 33 | 2   |
| 7º  | Newell's Old Boys  | 21  | 20 | 9  | 3 | 8  | 36  | 37 | -1  |
| 8º  | Nacional           | 14  | 20 | 6  | 2 | 12 | 31  | 48 | -17 |
| 9º  | Sparta             | 10  | 20 | 4  | 2 | 14 | 21  | 52 | -31 |
| 10º | Provincial         | 9   | 20 | 3  | 3 | 14 | 21  | 46 | -25 |
| 11º | Atlantic Sportsmen | 2   | 20 | 1  | 0 | 19 | 8   | 46 | -38 |

|  |            |
|  | Descendido |

## Finales
| 26 de marzo de 1916 | Racing Club | 0:0 | Rosario Central | Estadio Independiente, Crucecita |  |
|                     |             |     |                 | Árbitro(s): Luis Gil             |  |

| 30 de abril de 1916 | Racing Club | 1:3 | Rosario Central                                  | Estadio GEBA, Buenos Aires |                      |
|                     | Vivaldo 18' |     | J. Laiolo 11' · J. Laiolo 96' · A. Woodward 119' | Árbitro(s): Luis Gil       | Árbitro(s): Luis Gil |

### Ficha del partido final
| 1  | POR | Syla Arduino     |  |
| 2  | DEF | Ricardo Pepe     |  |
| 6  | DEF | Armando Reyes    |  |
| 4  | MED | Ángel Betular    |  |
| 5  | MED | Francisco Olazar |  |
| 3  | MED | Juan Viazzi      |  |
| 8  | DEL | Zoilo Canavery   |  |
| 11 | DEL | Nicolás Vivaldo  |  |
| 10 | DEL | Alberto Ohaco    |  |
| 7  | DEL | Juan Hospital    |  |
| 9  | DEL | Juan Perinetti   |  |

| 1  | POR | Ramón Moyano     |  |
| 2  | DEF | Zenón Díaz       |  |
| 6  | DEF | Ignacio Rota     |  |
| 3  | MED | Jacinto Perazzo  |  |
| 5  | MED | Eduardo Blanco   |  |
| 4  | MED | Ernesto Rigotti  |  |
| 8  | DEL | Mario Barbieri   |  |
| 11 | DEL | Antonio Blanco   |  |
| 10 | DEL | Ennis Hayes      |  |
| 7  | DEL | Alfredo Woodward |  |
| 9  | DEL | José Laiolo      |  |

| 15' | Nicolás Vivaldo | 1:1 |

| 11' · 96' · 119' | José Laiolo Alfredo Woodward | 0:1 1:2 1:3 |

| Principal | Luis Gil |

| 1  | POR | Syla Arduino     |  |
| 2  | DEF | Ricardo Pepe     |  |
| 6  | DEF | Armando Reyes    |  |
| 4  | MED | Ángel Betular    |  |
| 5  | MED | Francisco Olazar |  |
| 3  | MED | Juan Viazzi      |  |
| 8  | DEL | Zoilo Canavery   |  |
| 11 | DEL | Nicolás Vivaldo  |  |
| 10 | DEL | Alberto Ohaco    |  |
| 7  | DEL | Juan Hospital    |  |
| 9  | DEL | Juan Perinetti   |  |

| 1  | POR | Ramón Moyano     |  |
| 2  | DEF | Zenón Díaz       |  |
| 6  | DEF | Ignacio Rota     |  |
| 3  | MED | Jacinto Perazzo  |  |
| 5  | MED | Eduardo Blanco   |  |
| 4  | MED | Ernesto Rigotti  |  |
| 8  | DEL | Mario Barbieri   |  |
| 11 | DEL | Antonio Blanco   |  |
| 10 | DEL | Ennis Hayes      |  |
| 7  | DEL | Alfredo Woodward |  |
| 9  | DEL | José Laiolo      |  |

| 15' | Nicolás Vivaldo | 1:1 |

| 11' · 96' · 119' | José Laiolo Alfredo Woodward | 0:1 1:2 1:3 |

| Principal | Luis Gil |

| 1  | POR | Syla Arduino     |  |
| 2  | DEF | Ricardo Pepe     |  |
| 6  | DEF | Armando Reyes    |  |
| 4  | MED | Ángel Betular    |  |
| 5  | MED | Francisco Olazar |  |
| 3  | MED | Juan Viazzi      |  |
| 8  | DEL | Zoilo Canavery   |  |
| 11 | DEL | Nicolás Vivaldo  |  |
| 10 | DEL | Alberto Ohaco    |  |
| 7  | DEL | Juan Hospital    |  |
| 9  | DEL | Juan Perinetti   |  |

| 1  | POR | Ramón Moyano     |  |
| 2  | DEF | Zenón Díaz       |  |
| 6  | DEF | Ignacio Rota     |  |
| 3  | MED | Jacinto Perazzo  |  |
| 5  | MED | Eduardo Blanco   |  |
| 4  | MED | Ernesto Rigotti  |  |
| 8  | DEL | Mario Barbieri   |  |
| 11 | DEL | Antonio Blanco   |  |
| 10 | DEL | Ennis Hayes      |  |
| 7  | DEL | Alfredo Woodward |  |
| 9  | DEL | José Laiolo      |  |

| 15' | Nicolás Vivaldo | 1:1 |

| 11' · 96' · 119' | José Laiolo Alfredo Woodward | 0:1 1:2 1:3 |

| Principal | Luis Gil |

| 1  | POR | Syla Arduino     |  |
| 2  | DEF | Ricardo Pepe     |  |
| 6  | DEF | Armando Reyes    |  |
| 4  | MED | Ángel Betular    |  |
| 5  | MED | Francisco Olazar |  |
| 3  | MED | Juan Viazzi      |  |
| 8  | DEL | Zoilo Canavery   |  |
| 11 | DEL | Nicolás Vivaldo  |  |
| 10 | DEL | Alberto Ohaco    |  |
| 7  | DEL | Juan Hospital    |  |
| 9  | DEL | Juan Perinetti   |  |

| 1  | POR | Ramón Moyano     |  |
| 2  | DEF | Zenón Díaz       |  |
| 6  | DEF | Ignacio Rota     |  |
| 3  | MED | Jacinto Perazzo  |  |
| 5  | MED | Eduardo Blanco   |  |
| 4  | MED | Ernesto Rigotti  |  |
| 8  | DEL | Mario Barbieri   |  |
| 11 | DEL | Antonio Blanco   |  |
| 10 | DEL | Ennis Hayes      |  |
| 7  | DEL | Alfredo Woodward |  |
| 9  | DEL | José Laiolo      |  |

| 15' | Nicolás Vivaldo | 1:1 |

| 11' · 96' · 119' | José Laiolo Alfredo Woodward | 0:1 1:2 1:3 |

| Principal | Luis Gil |

|                                            |
| Ohaco rechaza ante la presencia de Laiolo. |

|                                |
| Un ataque del cuadro rosarino. |

|                                     |
|                                     |
| Campeón Rosario Central 1.er título |